# نادي الفريانة لكرة القدم
نادي فلوريانا هو نادي كرة قدم مالطي من مدينة فلوريانا ويلعب حالياً في الدوري المالطي الممتاز. لدى النادي أكبر جمهور على الجزر وهو أكثر الفرق نجاحاً في كرة القدم المالطية إلى جانب سليما واندررز. تأسس في سنة 1894.

## وصلات خارجية
- الموقع الرسمي